# Auto Union Type B
L'Auto Union Type B (oppure Typ B in tedesco) è una vettura da competizione realizzata dal costruttore tedesco Auto Union nel 1935.

## Storia e profilo

### Caratteristiche
La promettente stagione sportiva 1934 fece ben sperare i vertici dell'Auto Union, visti i risultati lusinghieri della Typ A, classificatasi al quarto posto, ma che in diverse occasioni e specialmente nelle gare in salita si dimostrò assai più ostica di quanto il risultato finale facesse trapelare. Tuttavia, i tecnici dell'Auto Union decisero di riprogettare quasi interamente la nuova vettura da utilizzare nella stagione 1935. In tale occasione si vollero anche eliminare tutti i difetti riscontrati nella Typ A durante i vari Gran Premi. Il risultato finale fu una vettura più potente e più leggera.
La Typ B nasceva sempre su di un telaio tubolare, ma i cui tubi, a differenza della Typ A, non fungevano più da circuito per il liquido di raffreddamento. Quest'ultimo venne ospitato all'interno di un circuito realizzato ex-novo. Tale soluzione fu scelta a causa delle scarse doti di tenuta dei tubi del telaio, fatto che alcune volte determinava delle perdite nell'abitacolo, arrivando persino ad ustionare i piloti. Con il nuovo circuito per il liquido di raffreddamento, i rischi di tale inconveniente furono scongiurati. Il telaio della Typ B era caratterizzato da un passo maggiorato di 10 cm, e più precisamente da 2.80 a 2.90 metri. Anche le carreggiate vennero allargate, in questo caso di 3 cm, ossia da 1.39 ad 1.42 m. Sempre di 3 cm aumentò anche la larghezza, mentre vennero invece ridotte le misure dell'altezza, scesa da 1.16 ad 1.02 metri, e soprattutto della lunghezza, sensibilmente ridotta (da 4.50 ad appena 3.92 metri). Il serbatoio stavolta era unico, sistemato come sempre tra abitacolo e motore. Sempre a proposito di telaio, un'altra novità tecnica della Typ B stava nel nuovo retrotreno a barre di torsione longitudinali, che sostituirono la precedente soluzione della balestra trasversale. In virtù delle molte rivisitazioni, ed in non pochi casi, delle riprogettazioni ex-novo di interi apparati, il peso della vettura a secco scese da 825 a 805 kg.
Il motore della Typ B conservò l'architettura di tipo V16 come nella Typ A, ma nella Typ B la cilindrata salì da 4358 a 4951 cm³ (alesaggio e corsa: 75x72.5 mm). Con un rapporto di compressione pari ad 8.95:1, la potenza massima erogata salì da 295 a 375 CV a 4800 giri/min. Oltre ai numeri puri, il motore della Typ B vantò anche altre caratteristiche, come il nuovo albero motore a manovelle scomponibili, soluzione che permise il montaggio delle teste di biella su cuscinetti a rulli anziché su bronzine, in modo da sopportare regimi più elevati. Il cambio, sempre a sbalzo del retrotreno, scese da 5 a 4 marce.

### La stagione sportiva
La stagione sportiva della Typ B si aprì il 15 febbraio 1935 con il tentativo di strappare il record di velocità sul miglio lanciato, che in quel momento apparteneva alla Mercedes-Benz ed era di 316,591 km/h. Ebbene, la Typ B riuscì a fare meglio fissando a 320,267 il nuovo primato sull'autostrada Firenze-Mare. La Typ B utilizzata era caratterizzata da una carrozzeria chiusa ed aerodinamica: fu Hans Stuck a condurla verso il nuovo record di velocità. Tale vettura verrà poi ricordata con l'appellativo di "Tipo Lucca".
Nel frattempo fervevano i preparativi per l'avvio della nuova stagione di Gran Premi. L'Auto Union, che vide sfumare l'accordo con Tazio Nuvolari, riuscì invece ad ingaggiare Achille Varzi, un altro pilota italiano considerato da alcuni come la nemesi del "Nivola". Varzi si unì alla squadra composta anche da Hans Stuck e dal principe Hermann zu Leiningen. La prima gara della stagione 1935 si svolse il 5 maggio sul circuito di Tunisi, dove Varzi riuscì a guadagnare la vittoria davanti alla Bugatti di Wimille e alla Maserati di Étancelin. Lo stesso Varzi giunse invece secondo il 12 maggio in occasione del Gran Premio di Tripoli. Fu una gara sfortunata per la vettura di Stuck, che vide i tubi del circuito frenante prendere fuoco e costringere il pilota tedesco ad un rocambolesco tentativo di arrestare la vettura utilizzando solo il freno motore. Non riuscendo a saltar fuori dalla vettura perché era a carrozzeria chiusa come la "Tipo Lucca" del record di alcuni mesi prima in Toscana, fu salvato solo dall'intervento di un commissario di percorso.
Frattanto il reparto corse dell'Auto Union, diretto da Willi Walb, pensò ad affiancare altri piloti a quelli che già correvano in squadra. I piloti in erba notati da Walb furono principalmente due: Paul Pietsch e Bernd Rosemeyer. Quest'ultimo era un ex-motociclista assai smanioso di entrare nella squadra corse dell'Auto Union. Dopo numerosi ed insistenti richieste, Walb acconsentì e Rosemeyer entrò in squadra assieme a Pietsch. I due esordirono all'AVUS, dove però non ottennero risultati di rilievo a causa di alcuni inconvenienti tecnici. Varzi, invece, giunse terzo e dietro di lui arrivò Stuck. Il 16 giugno, al Nürburgring, Rosemeyer riuscì finalmente a farsi notare all'attenzione del mondo intero arrivando secondo dietro a Caracciola su Mercedes-Benz. Meno bene andò la settimana seguente a Monthléry, dove fu ancora Caracciola a dominare le scene e a vincere la gara. Le Auto Union non brillarono affatto: il piazzamento migliore fu un quinto posto di Rosemeyer. A luglio si tornò al Nürburgring, dove Nuvolari su Alfa Romeo sbaragliò tutti gli avversari. Le Auto Union conquistarono il secondo, quarto, ottavo e nono posto, rispettivamente con Stuck, Rosemeyer, Varzi e Pietsch. Il 15 agosto le Auto Union arrivarono in Italia, e precisamente a Pescara, per la nuova edizione della Coppa Acerbo, dove Varzi conquistò la seconda vittoria su Auto Union e Rosemeyer rischiò veramente grosso volando letteralmente fuori pista con la sua Typ B (a causa di un guasto ai freni) e passando tra un palo del telegrafo ed il parapetto di un ponticello, ad appena un centimetro per parte dai due lati della vettura.
La Typ B tornerà alla vittoria l'8 settembre a Monza, dove sarà Stuck a portare nuovamente al successo la squadra dei "quattro anelli". Nella stessa occasione, Rosemeyer giungerà terzo. Meno fortunati furono i piloti Auto nion al circuito Lasarte in Spagna, dove l'andamento della gara rispecchiò la brutta gara di alcuni mesi prima a Monthléry. Rosemeyer fu il migliore con il suo quinto posto e niente più. Questi riuscirà a conquistare la sua prima vittoria per l'Auto Union solo durante l'ultima gara della stagione, sul circuito di Brno, in Cecoslovacchia (oggi in Repubblica Ceca): il tedesco riuscì ad agguantare il primo posto lasciandosi alle spalle Nuvolari.
Si concluse così la carriera sportiva della Typ B, sostituita l'anno seguente dalla Typ C.